# 神保内蔵助
神保 内蔵助（じんぼ くらのすけ、文化13年（1816年）- 慶応4年8月23日（1868年10月8日））は、江戸時代末期（幕末期）の武士。会津藩の家老。神保茂左衛門経周（つねちか）の嫡男。実名は神保利孝（としたか）という。妻は北原氏、子に神保修理（長輝）、北原雅長がいる。

## 経歴
越中守護代神保氏の庶流・神保氏張の子で保科正之に仕えた長利の子孫。会津藩の神保家は家禄1,000石の上級藩士であった。内蔵助は200石を加増され1,200石を食んだ。文久2年（1862年）閏8月、若年寄から家老に就任し、藩主・松平容保に仕えるが翌年10月に免職。元治元年（1864年）に復職した。禁門の変では新撰組と協力し、天王山に立て籠もった真木保臣ら17名を自決に追い込んだ。
戊辰戦争では会津若松城下に侵攻した新政府軍を防ぐべく六日町口の守備にあたったが防ぎきれず、甲賀町口の守備にあたっていた家老・田中玄清と共に医師の土屋一庵邸で自刃した。享年52。戒名は忠岳院殿賢道量義居士。